# Tawun
Tawun is een bestuurslaag in het regentschap Ngawi van de provincie Oost-Java, Indonesië. Tawun telt 4078 inwoners (volkstelling 2010).